# ليف هامر
ليف هامر (بالنرويجية البوكمول: Leif Hamre)‏ هو طيار وكاتب وكاتب للأطفال نرويجي، ولد في 9 أغسطس 1914 في مولده في النرويج، وتوفي في 23 أغسطس 2007 في لير في النرويج.